# دمیتاس

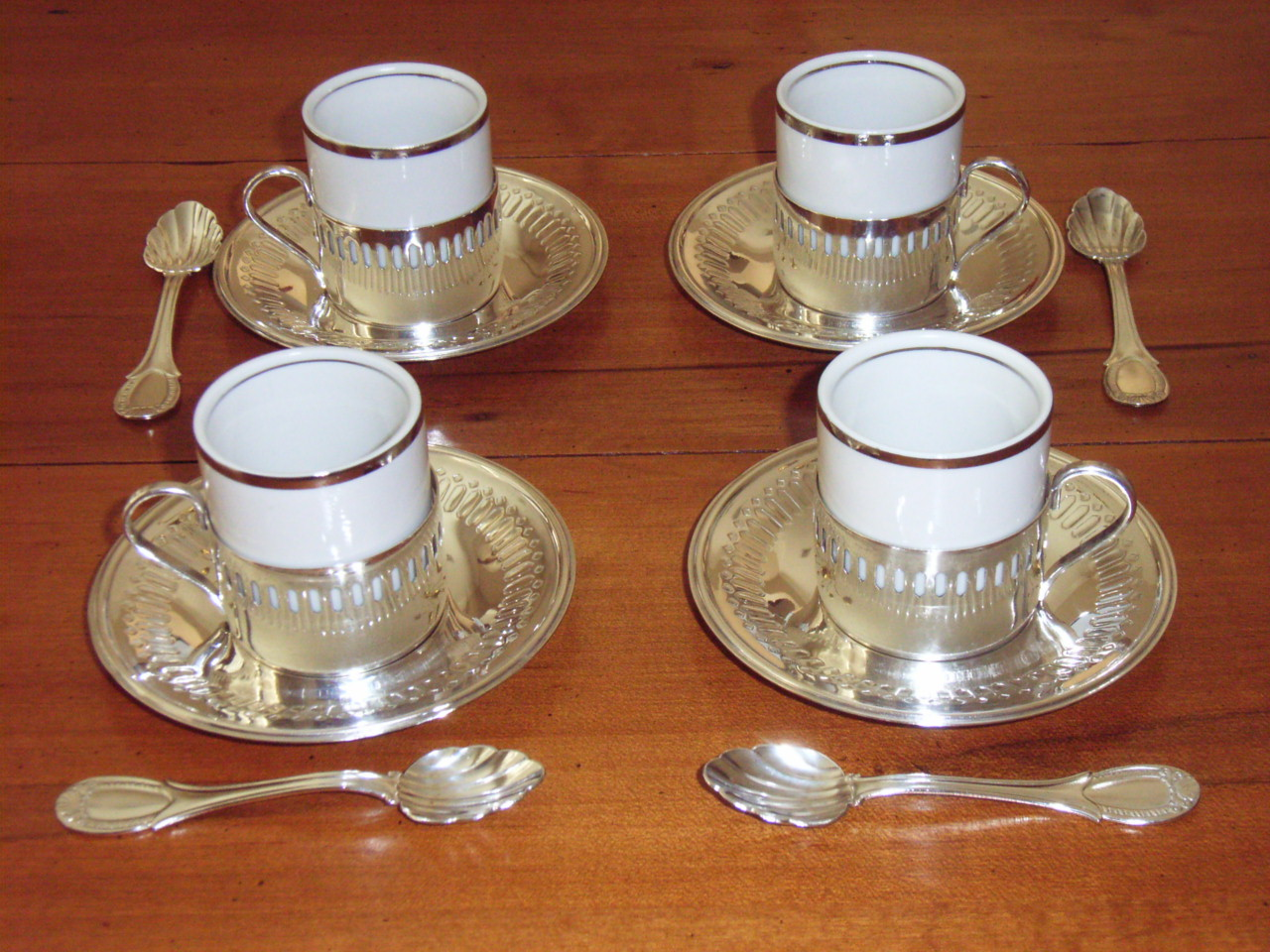
ست دمیتاس با قاب و قاشق فلزی

دمیتاس (‎/ˈdɛmɪtæs/‎؛ فرانسوی: "نصف فنجان")، دمی‌تاس، یا فنجان اسپرسو، فنجان کوچکی است که برای سرو اسپرسو استفاده می‌شود. همچنین ممکن است به قهوه ای که در چنین فنجانی سرو می‌شود نیز اشاره داشته باشد، اگرچه این کاربرد لغوی در فرانسه در اوایل قرن بیستم ناپدید شده بود.